# Gunung Singit
Gunung Singit is een bestuurslaag in het regentschap Aceh Tengah van de provincie Atjeh, Indonesië. Gunung Singit telt 477 inwoners (volkstelling 2010).